# Paços do Concelho de Fafe
Os Paços do Concelho de Fafe, ou Câmara Municipal de Fafe, sede do município e da respectiva Câmara Municipal, estão instalados na Avenida 5 de Outubro, na freguesia homónima da cidade.

## História
A Casa da Câmara, na designação antiga, nem sempre esteve onde se encontra atualmente. Alguns autores defendem que, numa fase inicial, pode ter estado instalada perto da Igreja Matriz, já que esta foi um dos núcleos fundadores do centro urbano do atual concelho de Fafe. No entanto, numa fase mais tardia, no século XVIII, há registos de que a Casa da Câmara se situava na atual Praça 25 de Abril, cujo edifício integrava também uma cadeia.
No final do século XIX, os Paços do Concelho, onde também funcionava o Tribunal Judicial, estavam desatualizados e pouco consentâneos arquitetonicamente em relação aos restantes da Vila, que caminhavam para a modernização. Para além disso, o edifício ameaçava ruína, sem condições para as acomodações necessárias e para os fins que era destinado. Assim, em 1897, a Câmara solicitou ao Governo autorização para obras de reconstrução do edifício, ou reconstrução no mesmo local. No entanto, em 1906, a Câmara resolveu que o edifício para os Paços do Concelho, Tribunal Judicial e repartições concelhias, seria construído noutro local, junto de uma projetada avenida que ia ligar o centro da Vila à estação dos caminhos-de-ferro
A transição do regime monárquico para o regime republicano foi ainda anunciada nos antigos Paços do Concelho. Só em 1913, os novos Paços do Concelho, instalados na Avenida 5 de Outubro, estavam em condições para receber os serviços municipais e públicos. O edifício acolheu não apenas a Câmara Municipal, mas igualmente outras repartições públicas, designadamente o Tribunal, e assim perdurou até aos anos 60 do século XX.
Nos anos 60, o edifício entrou em obras de remodelação, que lhe alteraram a fachada original, de autoria de João de Moura Coutinho. A remodelação teve como objetivo atribuir uma maior imponência à fachada, inserindo-a no estilo do Estado Novo, e redimensionar os espaços interiores. O edifício remodelado foi inaugurado em 18 de Novembro de 1966.
Em 2008, os Paços do Concelho foram objeto de ampliação, tendo sido acrescentado um edifício da autoria do arquiteto Nuno Santana. 

## Arquitetura
O núcleo central dos Paços do Concelho de Fafe insere-se na tipologia de arquitetura política e administrativa novecentista. O edifício tem uma planta retangular com uma fachada que evolui em dois pisos, separados por um friso e cornija, com pilastras nos cunhais, percorridas por embasamento, rematadas por friso e cornija, e rasgada por vãos de verga reta, com exceção do corpo central da fachada principal. A fachada principal é composta por três panos, o central terminado em frontão triangular com um brasão de formato francês - com as armas de Portugal, envolvido por motivos fitomórficos relevados - no tímpano, rasgado por vãos em arco de volta perfeita no corpo central, tendo no andar nobre, janelas de varandim. As fachadas laterais são semelhantes e têm o mesmo tipo de fenestração, de verga reta.
No interior impõe-se o Salão Nobre, no primeiro andar, onde o Brasão do Concelho e os três candelabros se destacam. Outro elemento de destaque, é o vitral que se encontra a meio das escadas de acesso ao primeiro andar. O vitral é da autoria de Amândio Silva e representa os símbolos da história municipal. Na faixa central, é representado ao cimo o brasão do concelho, depois, mais em baixo, aparece a data de elevação de Fafe a Vila (1840), o escudo real e a figura de D. Manuel I, com um listel que faz referência ao Foral de Montelongo. Na faixa direita, representam-se, de cima para baixo, aspetos das fainas agrícolas: a vindima, a pisada, os trabalhos de linho e o pastoreio. Na faixa da esquerda, representa-se ao cimo uma cena de pastoreio, seguindo-se alusão à vida escolar, cenas religiosas e por fim de folclore rural. O vitral foi executado na fundição de João Antunes, na cidade do Porto. 